# Schmalspurbahn Zittau–Heřmanice
| Ausschnitt der Streckenkarte Sachsen 1902 |                     |                                                           |                                                           |
| Streckennummer: | 6960; sä. ZH        |                                                           |                                                           |
| Kursbuchstrecke (DB): | 238                 |                                                           |                                                           |
| Streckenlänge: | 15,726 km           |                                                           |                                                           |
| Spurweite: | 750 mm (Schmalspur) |                                                           |                                                           |
| Maximale Neigung: | 36 ‰                |                                                           |                                                           |
| Minimaler Radius: | 75 m                |                                                           |                                                           |
| Streckengeschwindigkeit: | 25 km/h             |                                                           |                                                           |
| |                     |                                                           |                                                           |
| \| \| 0,026 \| Zittau \| 263 m \| \| \| 0,575 \| Liberec–Zittau (Normalspur) \| Liberec–Zittau (Normalspur) \| \| \| 1,159 \| Zittau Hp \| 246 m \| \| \| 1,195 \| Straßenbahn Zittau (1904–1919) \| Straßenbahn Zittau (1904–1919) \| \| \| 1,647 \| Abzw Neißebrücke \| 235 m \| \| \| \| nach Kurort Oybin (vorm. ZOJE) \| \| \| \| 1,843 \| Anst Städtischer Schlachthof \| Anst Städtischer Schlachthof \| \| \| 2,50 \| Anst Junkers Flugzeug- und Motorenwerke / Zittwerke \| Anst Junkers Flugzeug- und Motorenwerke / Zittwerke \| \| \| 2,646 \| Lausitzer Neiße, seit 1945 Staatsgrenze Deutschland–Polen \| Lausitzer Neiße, seit 1945 Staatsgrenze Deutschland–Polen \| \| \| 2,919 \| Lausitzer Neiße (alt, bis zur Neißeregulierung) \| Lausitzer Neiße (alt, bis zur Neißeregulierung) \| \| \| 2,960 \| Sieniawka früher Kleinschönau \| 230 m \| \| \| 5,420 \| Biedrzychowice Górne früher Friedersdorf (b Zittau) \| 236 m \| \| \| 7,650 \| Rybarzowice früher Reibersdorf \| 254 m \| \| \| 9,610 \| Opolno Zdrój früher Wald-Bad Oppelsdorf \| 246 m \| \| \| 9,919 \| Schladebach \| Schladebach \| \| \| 11,893 \| \| \| \| \| \| von Turoszów Wąskotorowa (vorm. Kohlenbahn Reichenau) \| \| \| \| 12,120 \| Bogatynia Wąskotorowa früher Reichenau (Sachs) \| 247 m \| \| \| \| Bogatynia Wschodnia \| \| \| \| 13,516 \| Markocice früher Markersdorf (b Reichenau Sachs) \| 260 m \| \| \| 14,697 \| Markersdorf (b Reichenau Sachs) Hp \| 279 m \| \| \| 14,869 \| Erlichtbach \| Erlichtbach \| \| \| 15,573 \| Staatsgrenze Polen–Tschechien \| Staatsgrenze Polen–Tschechien \| \| \| 15,726 \| Heřmanice früher Hermsdorf (b Friedland) \| 295 m \| \| \| \| nach Frýdlant v Čechách (vorm. FrBB) \| \| |                     |                                                           |                                                           |
| Kopfbahnhof Streckenanfang | 0,026               | Zittau                                                    | 263 m                                                     |
| Kreuzung | 0,575               | Liberec–Zittau (Normalspur)                               | Liberec–Zittau (Normalspur)                               |
| Haltepunkt / Haltestelle | 1,159               | Zittau Hp                                                 | 246 m                                                     |
| Kreuzung mit U-Bahn (Querstrecke außer Betrieb) | 1,195               | Straßenbahn Zittau (1904–1919)                            | Straßenbahn Zittau (1904–1919)                            |
| ehemalige Blockstelle | 1,647               | Abzw Neißebrücke                                          | 235 m                                                     |
| Abzweig ehemals geradeaus und nach rechts |                     | nach Kurort Oybin (vorm. ZOJE)                            | nach Kurort Oybin (vorm. ZOJE)                            |
| Abzweig geradeaus und von links (Strecke außer Betrieb) | 1,843               | Anst Städtischer Schlachthof                              | Anst Städtischer Schlachthof                              |
| Abzweig geradeaus und nach rechts (Strecke außer Betrieb) | 2,50                | Anst Junkers Flugzeug- und Motorenwerke / Zittwerke       | Anst Junkers Flugzeug- und Motorenwerke / Zittwerke       |
| Grenze auf Brücke über Wasserlauf (Strecke außer Betrieb) | 2,646               | Lausitzer Neiße, seit 1945 Staatsgrenze Deutschland–Polen | Lausitzer Neiße, seit 1945 Staatsgrenze Deutschland–Polen |
| Brücke über Wasserlauf (Strecke außer Betrieb) | 2,919               | Lausitzer Neiße (alt, bis zur Neißeregulierung)           | Lausitzer Neiße (alt, bis zur Neißeregulierung)           |
| Haltepunkt / Haltestelle (Strecke außer Betrieb) | 2,960               | Sieniawka früher Kleinschönau                             | 230 m                                                     |
| Bahnhof (Strecke außer Betrieb) | 5,420               | Biedrzychowice Górne früher Friedersdorf (b Zittau)       | 236 m                                                     |
| Haltepunkt / Haltestelle (Strecke außer Betrieb) | 7,650               | Rybarzowice früher Reibersdorf                            | 254 m                                                     |
| Haltepunkt / Haltestelle (Strecke außer Betrieb) | 9,610               | Opolno Zdrój früher Wald-Bad Oppelsdorf                   | 246 m                                                     |
| Brücke (Strecke außer Betrieb) | 9,919               | Schladebach                                               | Schladebach                                               |
| Brücke über Wasserlauf (Strecke außer Betrieb) | 11,893              |                                                           |                                                           |
| Abzweig geradeaus und von links (Strecke außer Betrieb) |                     | von Turoszów Wąskotorowa (vorm. Kohlenbahn Reichenau)     | von Turoszów Wąskotorowa (vorm. Kohlenbahn Reichenau)     |
| Bahnhof (Strecke außer Betrieb) | 12,120              | Bogatynia Wąskotorowa früher Reichenau (Sachs)            | 247 m                                                     |
| Haltepunkt / Haltestelle (Strecke außer Betrieb) |                     | Bogatynia Wschodnia                                       | Bogatynia Wschodnia                                       |
| Bahnhof (Strecke außer Betrieb) | 13,516              | Markocice früher Markersdorf (b Reichenau Sachs)          | 260 m                                                     |
| Haltepunkt / Haltestelle (Strecke außer Betrieb) | 14,697              | Markersdorf (b Reichenau Sachs) Hp                        | 279 m                                                     |
| Brücke (Strecke außer Betrieb) | 14,869              | Erlichtbach                                               | Erlichtbach                                               |
| Grenze (Strecke außer Betrieb) | 15,573              | Staatsgrenze Polen–Tschechien                             | Staatsgrenze Polen–Tschechien                             |
| Bahnhof (Strecke außer Betrieb) | 15,726              | Heřmanice früher Hermsdorf (b Friedland)                  | 295 m                                                     |
| Strecke (außer Betrieb) |                     | nach Frýdlant v Čechách (vorm. FrBB)                      | nach Frýdlant v Čechách (vorm. FrBB)                      |

Die Schmalspurbahn Zittau–Heřmanice ist eine sächsische Schmalspurbahn in der Oberlausitz. Sie verlief ursprünglich von Zittau über Bogatynia (Reichenau in Sachsen) nach Heřmanice u Frýdlantu (Hermsdorf in Böhmen) und hatte dort Anschluss an die Schmalspurbahn Frýdlant v Čechách–Heřmanice. Nach dem Zweiten Weltkrieg verblieb der größte Teil der Strecke auf nunmehr polnischem Territorium, der durchgehende Eisenbahnverkehr wurde im Juni 1945 eingestellt. Heute ist nur noch der kurze Abschnitt bis zur früheren Abzweigstelle Neißebrücke in Betrieb.
Die Polnischen Staatsbahnen (PKP) betrieben die Strecke zwischen Sieniawka (Kleinschönau) und Markocice (Markersdorf) von 1951 bis 1961 als Teil der Bogatyńska Kolej Dojazdowa.

## Geschichte
Aufgrund der bei Türchau und Reichenau angesiedelten Braunkohlegruben und der zahlreichen Industrie gab es seitens der sächsischen Staatsregierung die Überlegung, eine Bahn von Zittau nach Reichenau zu errichten, mit der auch der Kurort Bad Oppelsdorf bedient wurde. 1882 wurde dieser Vorschlag genehmigt.
Im November 1883 begannen die Königlich Sächsischen Staatseisenbahnen mit dem Bau. Die Eröffnung der 13,516 km langen Strecke von Zittau über Reichenau nach Markersdorf fand am 11. November 1884 statt.

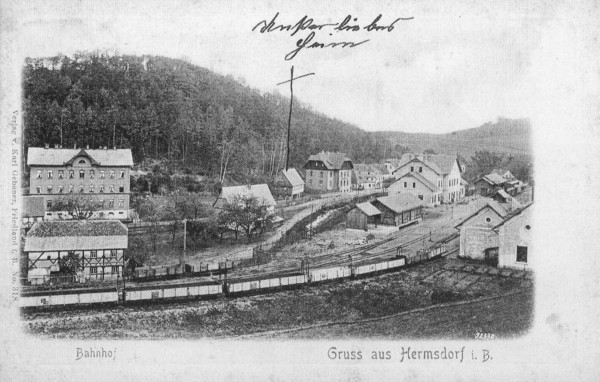
Grenzbahnhof Hermsdorf; im Vordergrund Güterwagen der Königlich Sächsischen Staatseisenbahnen (um 1900)

Grundlage für den Weiterbau der Strecke nach Österreich war schließlich ein Staatsvertrag zwischen Österreich-Ungarn und Sachsen vom 27. November 1898. Er trat mit dem Austausch der Ratifikationsurkunden am 25. Januar 1899 in Wien in Kraft. Dabei verpflichtete sich die sächsische Regierung, die Strecke „tunlichst gleichzeitig mit der österreichischen Anschlußstrecke in Betrieb zu setzen“. Für den Grenzbahnhof war ein Standort in „unmittelbarer Nähe der Grenze“ bei Hermsdorf in Böhmen vorgesehen. Dieser Bahnhof sollte auch Sitz des Grenzzollamtes sein. Zudem enthielt der Vertrag die Vereinbarung, dass mindestens zwei Personenzüge täglich in beiden Richtungen über die Landesgrenze verkehren sollten.
Im Juli 1899 begann der Bau der Strecke bis zum Grenzbahnhof Hermsdorf in Böhmen. Auf der österreichischen Seite errichteten die Friedländer Bezirksbahnen (FrBB) eine 10,78 km lange Anschlussstrecke nach Friedland. Diese Strecke war die einzige öffentliche Bahn Österreich-Ungarns, die in 750 mm Spurweite errichtet worden war. Der nur 2,2 km lange Streckenabschnitt von Markersdorf bis zum Grenzbahnhof Hermsdorf wurde am 25. August 1900 eröffnet.

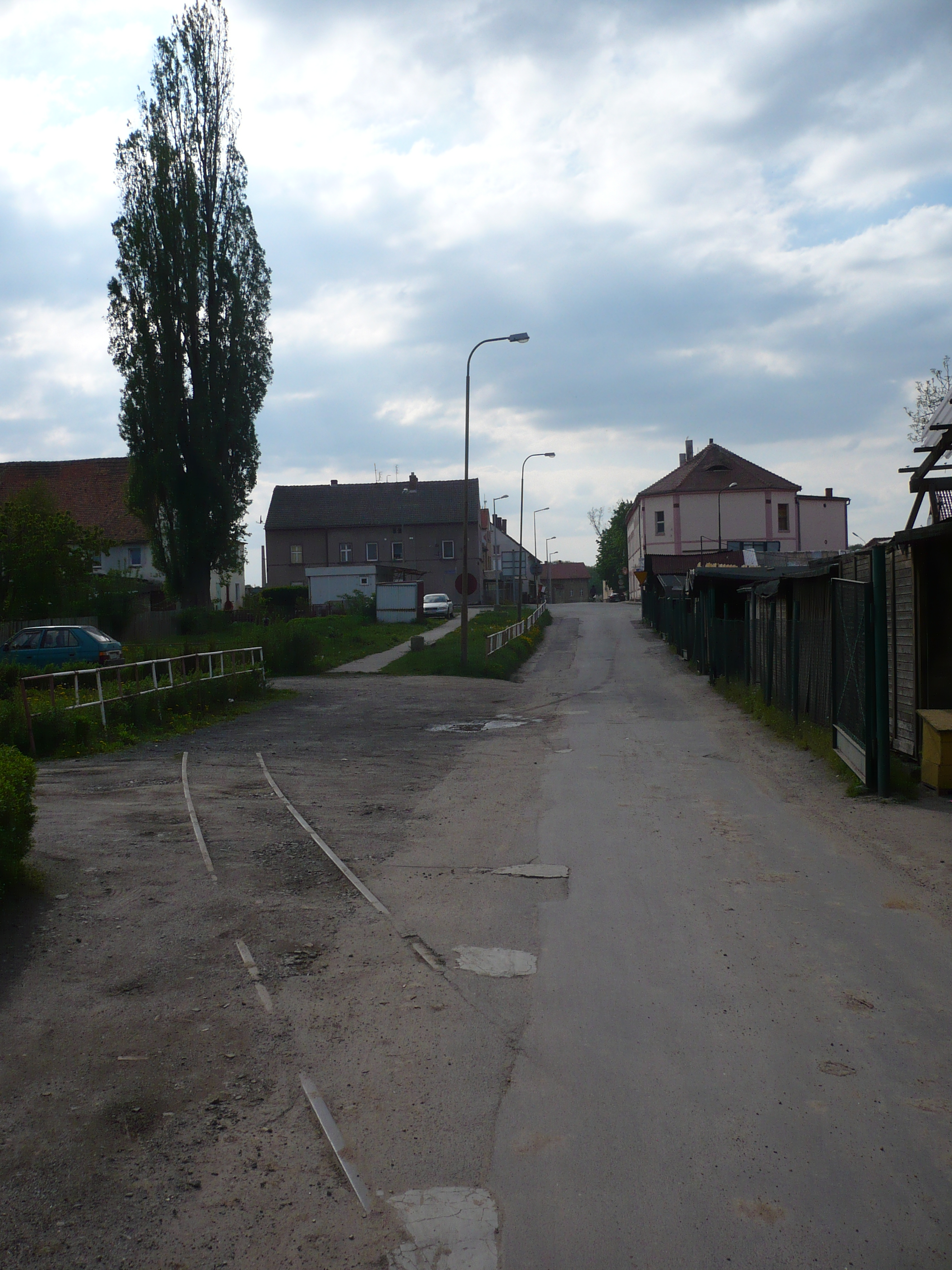
Gleisrest in Kleinschönau

Zwischen den sächsischen und böhmischen Strecken fand bis 1945 kein durchgängiger Personenverkehr statt, sondern die Fahrgäste mussten in Hermsdorf zur Weiterfahrt umsteigen.
1921 wurde in Reichenau durch die Kohlenbahn-AG Reichenau (Sachsen) eine abzweigende Industriebahn von vier Kilometer Länge nach Seitendorf geschaffen.
Durch die Grenzfestlegung an der Lausitzer Neiße lag der größte Teil der Bahnstrecke nach dem Zweiten Weltkrieg auf dem nun unter polnische Verwaltung gestellten Gebiet.
Deshalb endete am 22. Juni 1945 der durchgängige Eisenbahnverkehr, am 10. Dezember 1945 fuhr letztmals ein Sonderzug mit sowjetischen Offizieren. Auf deutscher Seite erfolgte noch 1945 im Grenzbereich ein Abbau der Gleisanlagen. Bis zum Jahre 1961 wurden die restlichen Anlagen im Stadtgebiet von Zittau noch als Anschlussgleis zum Schlachthof und einem Kohlenhandel genutzt und anschließend bis zum km 1,65, wo sich die Weichenanlage zur Oybiner Strecke befand, abgebaut.
In Polen wurde der Reisezugverkehr am 20. Mai 1951 zwischen Sieniawka und Bogatynia wieder aufgenommen. Die Strecke wurde mit der Kohlenbahn Bogatynia–Turoszów verbunden und als Bogatyńska Kolej Dojazdowa („Reichenauer Zufuhrbahn“) betrieben. Im Sommer 1959 wurde der Personenverkehr auch auf dem Abschnitt Bogatynia–Markocice aufgenommen. Dort wurde dafür der Haltepunkt Bogatynia Wschodnia („Reichenau Ost“) neu eingerichtet.
Am 30. Juni 1961 wurde der gesamte Reiseverkehr eingestellt. Am 25. Januar 1973 legten die PKP die Strecke still. Ein planmäßiger Abbau der Gleise erfolgte nicht.
Das Gebiet mit dem Streckenabschnitt zwischen Sieniawka und Bogatynia wurde schließlich seit den 1970er Jahren durch den Tagebau Turów in Anspruch genommen und abgebaggert.
Seit dem 1. August 2020 verkehren durch mehrere einst von der Schmalspurbahn verbundene Orte zwei grenzüberschreitende Buslinien von Zittau nach Bogatynia sowie nach Frýdlant und Świeradów-Zdrój. Zittau erhielt dadurch erstmals seit 1945 wieder eine tägliche Verbindung mit öffentlichen Verkehrsmitteln nach Bogatynia. Die andere Linie verkehrt am Wochenende und an Feiertagen.

## Streckenbeschreibung

### Verlauf
Ausgangspunkt der Strecke ist der Bahnhof Zittau. Die Strecke kreuzt noch im Bahnhofsbereich die Strecke Liberec–Zittau niveaugleich und führt dann im Zittauer Stadtgebiet parallel zu dieser und fällt zum Neißetal hin ab. Am Beginn des Neißeviadukts lag die Abzweigstelle Neißebrücke, wo die heute noch betriebene Strecke nach Oybin abzweigt. Die Strecke folgte dann weiter der Chopinstraße zum heutigen Grenzübergang Zittau/Sieniawka, wo die Lausitzer Neiße überquert wurde. Im heute polnischen Sieniawka lag das Gleis dann auf einigen hundert Metern auf der Dorfstraße. Ab Sieniawka führte die Strecke durch eine hügelige Landschaft im Isergebirge nach Bogatynia, wo die Küpper auf einer größeren, heute noch vorhandenen Brücke überquert wurde. Die weitere Strecke folgte bis zum Grenzbahnhof Heřmanice dem Tal der Küpper.

### Betriebsstellen
Zittau ⊙
Der 1848 eröffnete Bahnhof war seit 1884 Ausgangspunkt der Schmalspurbahn Zittau–Reichenau. Die schon bestehenden Anlagen wurden mit dem Bau der ZOJE-Strecke nur geringfügig erweitert.
Da die Schmalspuranlagen bereits nach wenigen Jahren nicht mehr ausreichten, wurde das Bahnhofsgelände in den 1910er und 1920er Jahren umgebaut. Der dabei entstandene Schmalspurteil ist im Wesentlichen so bis heute erhalten geblieben.
Zittau Hp ⊙

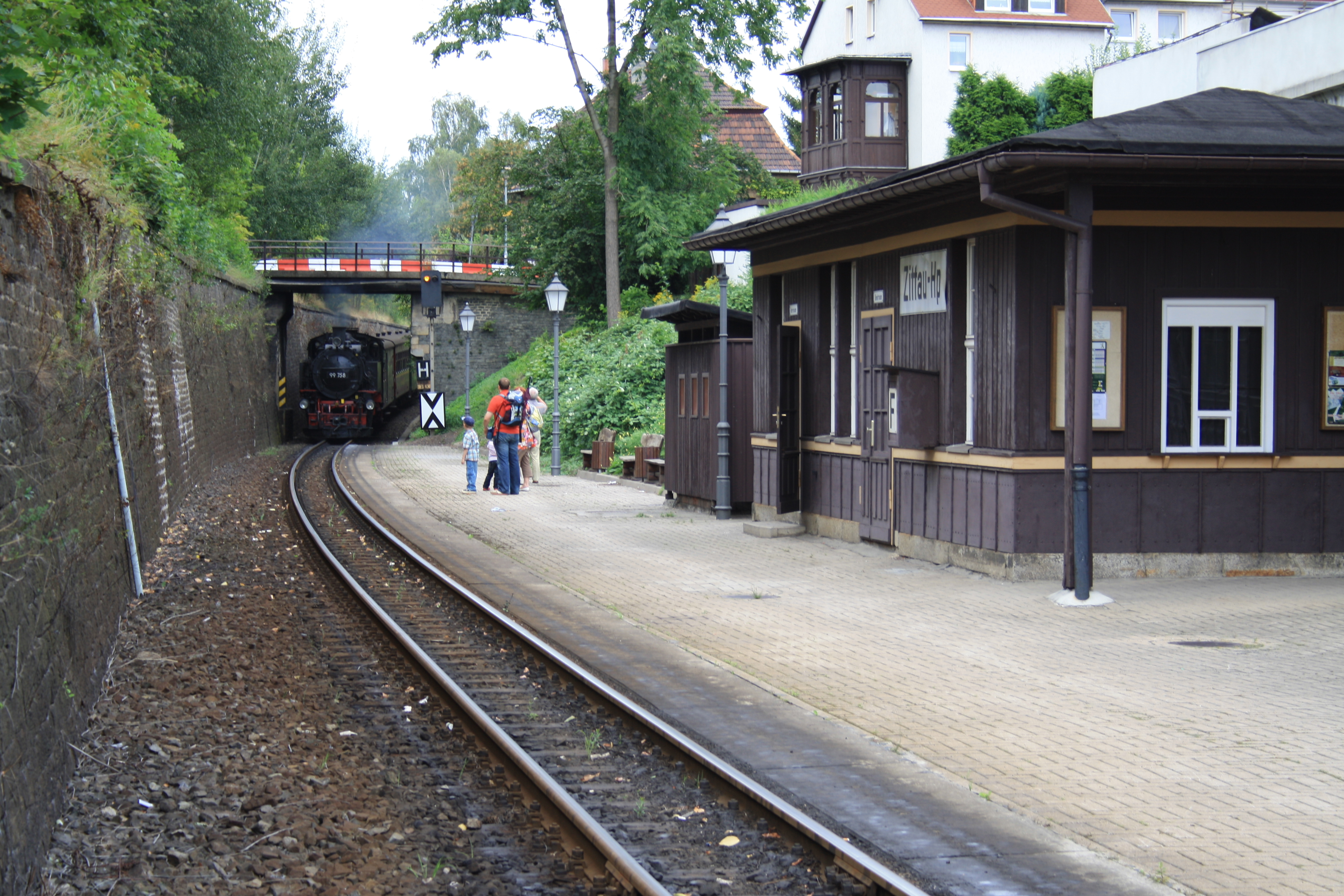
Haltepunkt Zittau Hp (2009)

Die Haltepunkt besteht seit der Streckeneröffnung und diente insbesondere als Zugangsstelle für Reisende aus der Zittauer Nordstadt. Mit dem Bau der ZOJE-Strecke nach Oybin wurde der Haltepunkt mit einem Wärter besetzt, der neben dem Fahrkartenverkauf bei Zugfahrten die nahegelegene Straße (die heutige B 99) mit Flaggen sicherte. Als Unterstellmöglichkeit fungierte bis 1961 ein hölzerner Anbau an der 1888 errichteten Bahnhofsgaststätte, der auch heute noch existiert.
Abzw Neißebrücke ⊙
Die Abzweigstelle Neißebrücke wurde 1890 am Beginn der ZOJE-Strecke nach Oybin eingerichtet. Für den von der ZOJE zu stellenden Wärter wurde ein kleines mit Ziegelsteinen ausgemauertes Fachwerkgebäude gebaut. Die Abzweigstelle war bis 1. Juni 1946 besetzt, das Dienstgebäude wurde 1998 abgerissen.
Sieniawka / Kleinschönau
Die Haltestelle Kleinschönau bestand seit der Streckeneröffnung. Neben dem durchgehenden Streckengleis mit Bahnsteig bestand noch ein beidseitig angebundenes Ladegleis. Nach 1945 erhielt die Betriebsstelle den neuen polnischen Namen Sieniawka. Von 1951 bis 1961 war die Station Endbahnhof für die Reisezüge der PKP.
Biedrzychowice Górne / Friedersdorf (b Zittau)
Der Bahnhof Friedersdorf wurde 1884 als Haltestelle Zittel eröffnet. Neben dem durchgehenden Streckengleis mit Bahnsteig gab es noch ein Kreuzungsgleis für Güterzüge und ein beidseitig angebundenes Ladegleis. Ab 1931 trug Zittel den Namen Friedersdorf (b Zittau). Nach 1945 erhielt die Betriebsstelle den polnischen Namen Biedrzychowice Górne.
Rybarzowice / Reibersdorf
Die Haltestelle Reibersdorf bestand seit der Streckeneröffnung. Neben dem durchgehenden Streckengleis mit Bahnsteig bestand noch ein beidseitig angebundenes Ladegleis. Nach 1945 erhielt die Betriebsstelle den neuen polnischen Namen Rybarzowice.
Opolno Zdrój / Wald-Bad Oppelsdorf
Die Haltestelle Wald bestand seit der Streckeneröffnung. Neben dem durchgehenden Streckengleis mit Bahnsteig bestand noch ein beidseitig angebundenes Ladegleis. Die Gemeinde Bad Oppelsdorf erreichte später, dass die Station den Doppelnamen Wald-Bad Oppelsdorf erhielt. Die Reiseverkehrsanlagen hatten für die Kurgäste von Bad Oppelsdorf eine repräsentative Wartehalle. Nach 1945 erhielt die Betriebsstelle den neuen polnischen Namen Opolno Zdrój. Der Kurbetrieb wurde nie wieder aufgenommen.
Bogatynia / Reichenau (Sachs)

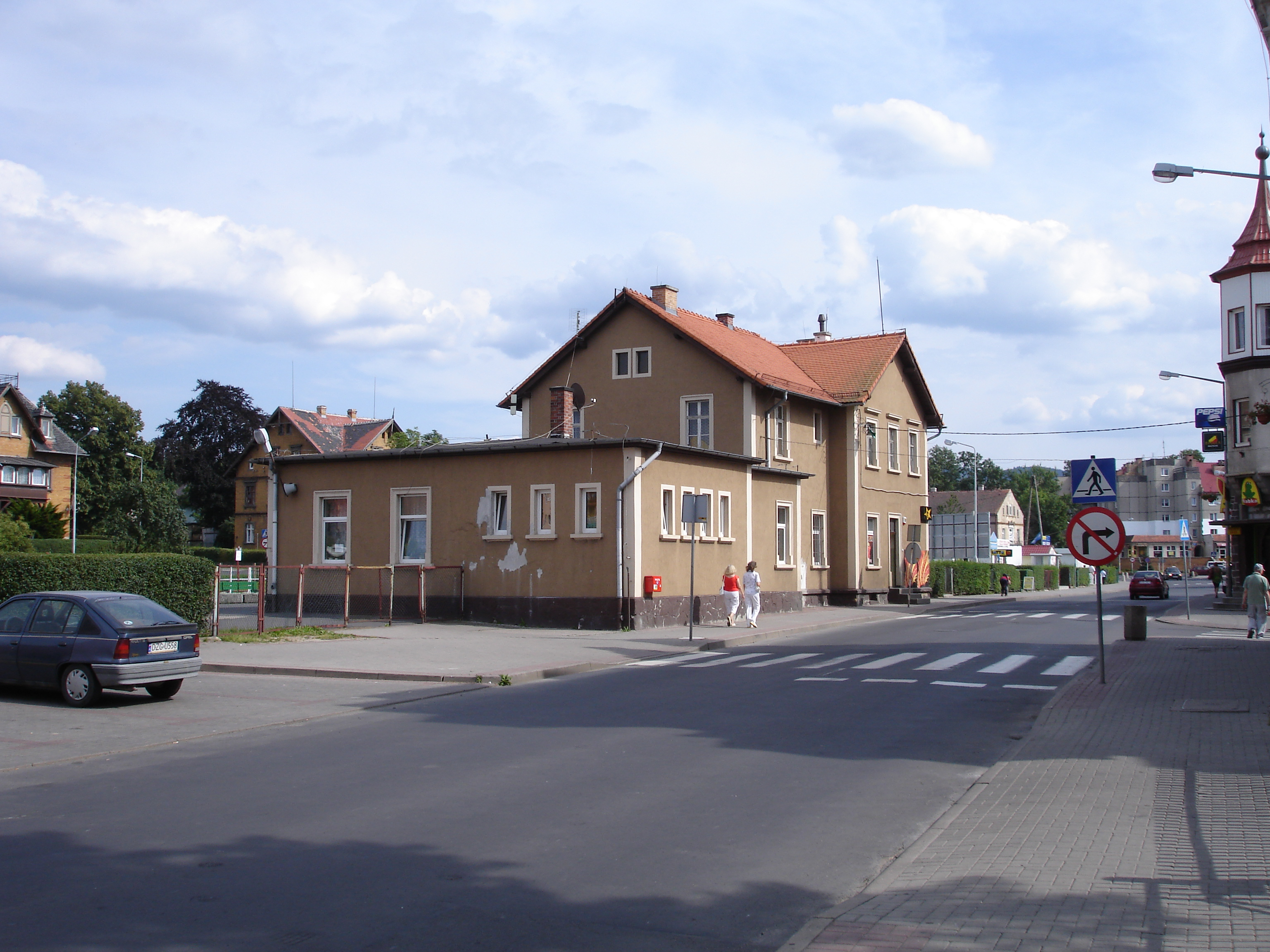
Bahnhof Bogatynia (2009)

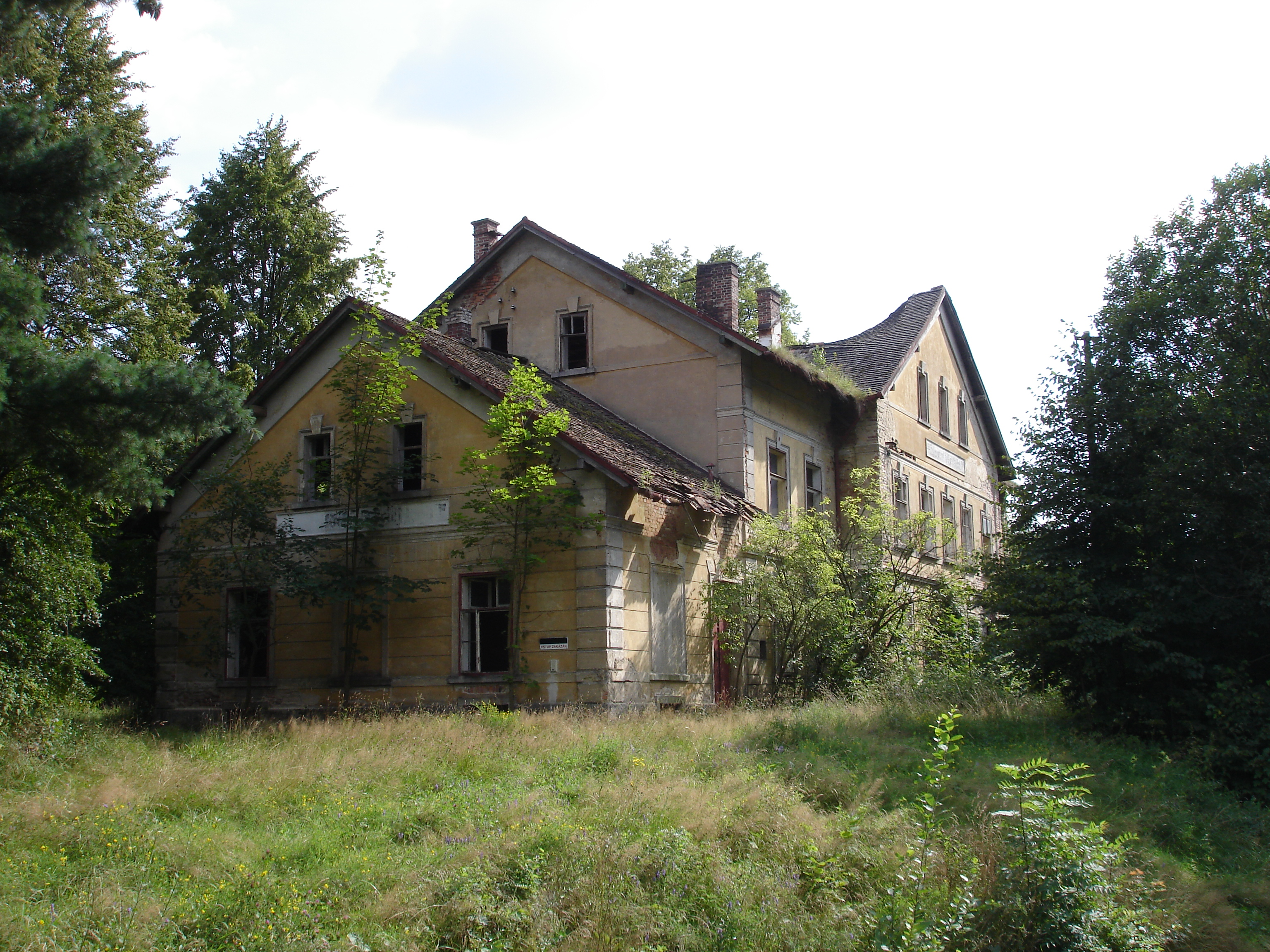
Bahnhof Heřmanice (2009)

Der Bahnhof Reichenau war die bedeutendste Betriebstelle der Strecke. Für den Reiseverkehr gab es zwei Bahnsteiggleise für Zugkreuzungen und umfangreiche Anlagen für den Güterverkehr mit zwei langen Freiladestraßen sowie einer Kopf- und Seitenladerampe. Insgesamt gab es im Jahr 1910 19 Gleise mit 27 Weichen. Dazu kam im Bahnhof das Privatgleis der Firma Niederlein mit zwei weiteren Weichen. Auf der Westseite gab es einen zweiständigen Lokomotivschuppen.
Nach 1945 erhielt die Betriebsstelle den neuen polnischen Namen Bogatynia. Heute wird das Empfangsgebäude und Teile des früheren Gleisareals als Busbahnhof nachgenutzt.
Markocice / Markersdorf (b Reichenau Sachs)
Der Bahnhof Markersdorf bestand seit der Streckeneröffnung. Neben zwei Bahnsteiggleisen gab es noch ein beidseitig eingebundenes Ladegleis. Die Hochbauten bestanden aus dem hölzernen Dienstgebäude mit Warteraum, Freiabort, einem Güterwagenkasten und einem privaten Güterschuppen.
Nach 1945 erhielt die Betriebsstelle den neuen polnischen Namen Markocice.
Markersdorf Hp
Der Haltepunkt Markersdorf Hp bestand seit der Streckeneröffnung. Er wurde bis 22. Juni 1945 im Reiseverkehr bedient und dann aufgelassen. Einen neuen polnischen Namen erhielt er nicht mehr.
Heřmanice / Hermsdorf (b Friedland)
Der Bahnhof Hermsdorf lag unmittelbar an der Staatsgrenze auf böhmischen Gebiet. Dort fand sowohl die Pass- als auch die Zollkontrolle im grenzüberschreitenden Verkehr statt.
Die Anlagen des Bahnhofes wurden von beiden Eisenbahnverwaltungen gemeinsam genutzt. Für die dort wendenden und übernachtenden sächsischen Lokomotiven gab es einen Anbau am zweiständigen Heizhaus der FrBB.

## Fahrzeugeinsatz
Die Königlich Sächsischen Staatseisenbahnen beschafften 1884 für die Strecke Zittau–Markersdorf zwei Lokomotiven der Gattung I K, die in Zittau beheimatet waren. Ab 1909 kamen aufgrund der gestiegenen Zuglasten Lokomotiven der Gattung IV K vor allen Zügen zum Einsatz. Die schweren fünffachgekuppelten Lokomotiven der DR-Baureihen 99.64–65, 99.67–71 und 99.73–76 durften erst ab 1944 nach einer Oberbauverstärkung bis Hermsdorf fahren.
Die in Zittau beheimateten modernen Dieseltriebwagen 137 322 bis 325 kamen ab ihrer Inbetriebsetzung im Jahr 1938 im Reiseverkehr zwischen Zittau und Hermsdorf zum Einsatz. Mit dem Beginn des Zweiten Weltkrieges am 1. September 1939 mussten sie aufgrund der Rationierung flüssiger Kraftstoffe abgestellt werden, später wurden drei von ihnen von der Wehrmacht für den Einsatz im Osten beschlagnahmt. Die nach dem Zweiten Weltkrieg in Polen bei den PKP verbliebenen 137 323 und 324 kamen zwischen 1959 und 1961 als MBxd1-114 und 115 noch einmal auf die Strecke zurück.
Nach dem Zweiten Weltkrieg waren keine Lokomotiven der Deutschen Reichsbahn auf dem zu Polen gekommenen Streckenstück verblieben. Die PKP setzten daraufhin zwei Lokomotiven der sächsischen Gattung I K nach Bogatynia um, die bereits nach dem Ersten Weltkrieg in Polen verblieben waren. Ab Mitte der 1950er Jahre kamen auch drei neugebaute Lokomotiven der PKP-Baureihe Px48 zum Einsatz.